# Vancouver International Airport
Vancouver International Airport (IATA: YVR, ICAO: CYVR) er en international lufthavn, der ligger i Britisk Columbia, Canada 12 km syd for Vancouver Centrum. I 2012 var det den næst-travleste lufthavn i Canada, målt på antal flyhandlinger (296.394) og passagerer (17,6 millioner), efter Toronto Pearson International Airport. Lufthavnen har daglige non-stop fly til Asien, Oceanien, Europa, USA og Mexico, såvel som til indenrigsdestinationer i Canada. Den har vundet adskillige medaljer for bedste lufthavn, bl.a. Skytrax' medalje for bedste nordamerikanske lufthavn i 2007, 2010, 2011, 2012 og 2013 . Desuden var den i 2012 og 2013 at finde på top-ti listen over verdens bedste lufthavne. YVR har også vundet en konkurrence for den bedste canadiske regionale lufthavn. lufthavnen er et af flere hubs for Air Canada, såvel som et fokuspunkt for WestJet. Vancouver Airport er ligeledes en af otte canadiske byer, der har såkaldte "US Border Preclearance"-faciliteter. Desuden er det en af de få internationale lufthavne, der har en terminal til vandfly.

## Terminaler
Vancouver International Airport har tre terminaler:
- Indenrigsterminalen: Denne terminal blev konstrueret i 1968, og blev for nylig totalrenoveret.
- Udenrigsterminalen: Denne terminal inkluderer de såkaldte "US Border Pleclearance"-faciliteter, der kan gennemføre de immigrations-check, der normalt gennemføres i amerikanske lufthavne, før man tager afsted. Dermed kan man også have fly direkte fra Vancouver til små lufthavne, der ikke har immigrations-faciliteter, og flyet tæller teknisk set som en indenrigsflyvning. Terminalen blev bygget i 1994-96.
- Sydterminalen: Denne terminal bruges til indenrigsflyvninger med helt små fly, og har også en afdeling til vandfly.

Indenrigs- og udenrigsterminalen er konstrueret i en bygning, der blot er delt i to sektioner, hvorimod Sydterminalen ligger i en afsides del af lufthavnen.
I indenrigs- og udenrigsterminalen er der gratis højhastigheds-internetforbindelse til alle rejsende. 